# فارول (نبراسکا)
فارول(به انگلیسی: Farwell) شهری در ایالت نبراسکا کشور ایالات متحده آمریکا است که جمعیت آن در سرشماری سال ۲۰۱۰ میلادی، ۱۲۲ نفر بوده‌است.